# Эмигсвилл
Эмигсвилл (англ. Emigsville) — статистически обособленная местность в округе Йорк, штат Пенсильвания, США. В 2010 году в местности проживали 2672 человек.

## Географическое положение

Эмигсвилл на карте округа Йорк

Эмигсвилл расположен в центре округа Йорк штата Пенсильвания, к северу от столицы округа — Йорк. По данным Бюро переписи населения США Эмигсвилл имеет площадь 3,1 км². Полностью находится на территории тауншипа Манчестер.

## История
Поселение Эмигсвилл было построено на землях, принадлежавших торговцу Джону Эмингу. В 1850 году через поселение провели железную дорогу Йорка и Камберленда, и Эмигсвилл стал центром торговли. Джон Эминг много лет управлял почтовым офисом, магазином и железнодорожной станцией. На 1880-х годах в деревне Эмигсвилла проживало 125 человек. В 1882 году братья Эмига начали производить вагоны, они медленно развивали бизнес и в 1887 году создали компанию Акм Вагон Уоркс. После открытия в деревне вагоностроительного производства население достигло 500 человек. В 1984 году здание в Эмигсвилле — пансион Эмиг, было внесено в Национальный реестр исторических мест США.

## Население
| Год переписи | Нас. |  | %±    |
| ------------ | ---- |  | ----- |
| 1980         | 2413 |  | —     |
| 1990         | 2580 |  | 6,9%  |
| 2000         | 2467 |  | −4,4% |
| 2010         | 2672 |  | 8,3%  |
| 2015         | 2933 |  | 9,8%  |

По данным переписи 2010 года население Эмигсвилла составляло 2672 человек (из них 47,0 % мужчин и 53,0 % женщин), в местности было 1093 домашних хозяйства и 769 семей. На территории города была расположена 1155 построек со средней плотностью 372,6 построек на один квадратный километр суши. Расовый состав: белые — 90,8 %, афроамериканцы — 4,0 %, коренные американцы — 0,3 %, азиаты — 1,1 % и представители двух и более рас — 2,2 %.
Население города по возрастному диапазону по данным переписи 2010 года распределилось следующим образом: 23,3 % — жители младше 18 лет, 3,0 % — между 18 и 21 годами, 56,0 % — от 21 до 65 лет и 17,7 % — в возрасте 65 лет и старше. Средний возраст населения — 39,7 года. На каждые 100 женщин в Эмигвилле приходилось 88,7 мужчин, при этом на 100 совершеннолетних женщин приходилось уже 87,2 мужчин сопоставимого возраста.
Из 1093 домашних хозяйств 70,4 % представляли собой семьи: 53,1 % совместно проживающих супружеских пар (19,4 % с детьми младше 18 лет); 11,9 % — женщины, проживающие без мужей и 5,4 % — мужчины, проживающие без жён. 29,6 % не имели семьи. В среднем домашнее хозяйство ведут 2,44 человека, а средний размер семьи — 2,84 человека. В одиночестве проживали 23,1 % населения, 9,8 % составляли одинокие пожилые люди (старше 65 лет).

## Экономика
В 2015 году из 2215 человек старше 16 лет имели работу 1492. В 2014 году медианный доход на семью оценивался в 60 114 $, на домашнее хозяйство — в 49 622 $. Доход на душу населения — 23 643 $ в год. 3,9 % от всего числа семей в Эмигсвилле и 7,6 % от всей численности населения находилось на момент переписи за чертой бедности.